# المجلس الطبي في الهند
المجلس الطبي في الهند
المجلس الطبي في الهند (مسي) هو هيئة قانونية لوضع معايير موحدة وعالية من التعليم الطبي في الهند. ويعطي المجلس اعترافا بالمؤهلات الطبية، ويعطي الاعتماد ل كليات الطب، ويقدم تسجيلا للممارسين الطبيين، ويرصد الممارسة الطبية في الهند. الرئيس الحالي ل (مسي) هو الدكتور جيشريبن مهتا.
وقد سمحت المحكمة العليا الآن للحكومة المركزية باستبدال المجلس الطبي وبمساعدة خمسة أطباء متخصصين يرصدون نظام التعليم الطبي في الهند اعتبارا من شهر يوليو 2017.
وأوصى «نيي أيوغ» استبدال المجلس الطبي في الهند (مسي) مع اللجنة الطبية الوطنية (نمك). وقد تمت الموافقة على هذا القرار من قبل معظم الدول، وبعد موافقة رئيس الوزراء، سيتم اقتراحه كمشروع نهائي في الجلسات البرلمانية المقبلة. 

## التاريخ
وقد أنشئ المجلس الطبي الهندي لأول مرة في عام 1934 بموجب قانون المجلس الطبي الهندي لعام 1933. وقد أعيد تشكيل المجلس في وقت لاحق بموجب قانون المجلس الطبي الهندي لعام 1956 الذي حل محل القانون السابق.
وفي أعقاب ذلك، حل محل رئيس المجلس رئيس الهند ومهامه الموكلة إلى مجلس المحافظين. وأبلغ مجلس المحافظين الحالي في اليوم 13 من شهر مايو عام 2011.
ومرة أخرى بموجب الحكومة الهندية، أعاد المجلس تشكيله وعمله حاليا.
المهام الرئيسية للمجلس الطبي في الهند هي كما يلي:
- وضع وصيانة معايير موحدة للتعليم الطبي الجامعي.
- تنظيم التعليم الطبي العالي في الكليات الطبية المعتمدة من قبله. (المجلس الوطني للامتحانات هو هيئة قانونية أخرى للتعليم الطبي العالي في الهند).
- الاعتراف بالمؤهلات الطبية التي تمنحها المؤسسات الطبية في الهند.
- الاعتراف بالمؤهلات الطبية الأجنبية في الهند.
- اعتماد الكليات الطبية.
- تسجيل الأطباء مع المؤهلات الطبية المعترف بها.
- حفظ دليل لجميع الأطباء المسجلين (وتسمى السجل الطبي الهندي).

يتم عادة تسجيل الأطباء ومؤهلاتهم من قبل المجالس الطبية الحكومية.

## الجدل
تم حل (مسي) من قبل رئيس الهند في اليوم 15 من شهر مايو عام 2010 بعد إلقاء القبض على رئيس (مسي)  كيتان ديساي من قبل وكالة التحقيقات الهندية في اليوم 22 من شهر أبريل عام 2010.يدعي «ديساي»، الرجل الأوسط  لعدالة السلام «سينغ» والأطباء «سوكويندر سينغ» و«كانوالجيت سينغ» الذين تم حجزهم تحت قانون المنع من الفساد. استعاد وكالة التحقيقات الهندية  1.5 كجم من الذهب و 80 كجم من الفضة من مقر «ديساي». وعلاوة على ذلك، تم استرداد الذهب بقيمة  35 مليون روبيه من خزائن بنك «ديساي» في أحمد آباد. وتم القبض على «كيتان ديساي»، رئيس جراحة المسالك البولية في كلية الطب للاعمال المتدنيه ورئيس مجلس «غوجارات» الطبي من قبل وكالة التحقيقات الهندية  لقبول رشوة من ملياري روبية للاعتراف بكلية خاصة. وتم إبعاده فورا من المجلس الطبي وأُلغي تسجيله.
تم تجديد المجلس في عام 2013 وانتخب الرئيس الحالي ل«مسي»، الدكتورة «جايشريبن ميهتا» بالإجماع. وأصبحت أول امرأة تتولى منصب رئيس اللجنة منذ 80 عاما من وجود المجلس.

## مسي أونلاين
«مسي أونلاين» هي بوابة المجلس الطبي في الهند للمعالجة عبر الإنترنت من طلبات التسجيل (المؤهلات الطبية) وللشهادات المهنية. «مسي أونلاين»  يوفر البحث على الإنترنت من السجل الطبي الهندي.

## الجوائز
- جوائز الدكتور بك روي: تم إنشاء صندوق جائزة الدكتور «بك روي» الوطني في عام 1962 لإدامة ذاكرته. وتقدم الجائزة للشخص الطبي المتميز في كل فئة من فئات الدولة من أعلى رتبة في بلدنا، رجل طبي - رجل دولة، وشخص طبي بارز، وشخص بارز في الفلسفة والشخصية البارزة في الفنون.
- جائزة هري أوم الأشرم: قرر جائزة هاري أم الأشرم بحوث لفقر الدم دعوة للترشيح لجائزة «هاري أوم الأشرم بحوث لفقر الدم» ضمن فئات البحوث الأساسية في العلوم الطبية والبحوث السريرية والبحوث التشغيلية.
- جائزة اليوبيل الفضية: أعطيت جائزة جائزة اليوبيل الفضية للبحوث تحت فئات لمنح جائزة للشخص لعمله الأصلي والمتميز في مجال العلوم الطبية والعلوم المرتبطة به في الهند، لتقديم المساعدة لمشروع في الكليات الطبية  والمؤسسات الطبية  والمنظمات العاملة في مجال تطوير التعليم الطبي والمساعدة في البحوث الطبية والزمالة لمنحة سفر.